# Passiflora dawei
Passiflora dawei är en passionsblomsväxtart som beskrevs av Ellsworth Paine Killip. Passiflora dawei ingår i släktet passionsblommor, och familjen passionsblomsväxter. Inga underarter finns listade i Catalogue of Life.